# Ferdinand Walsin-Esterházy

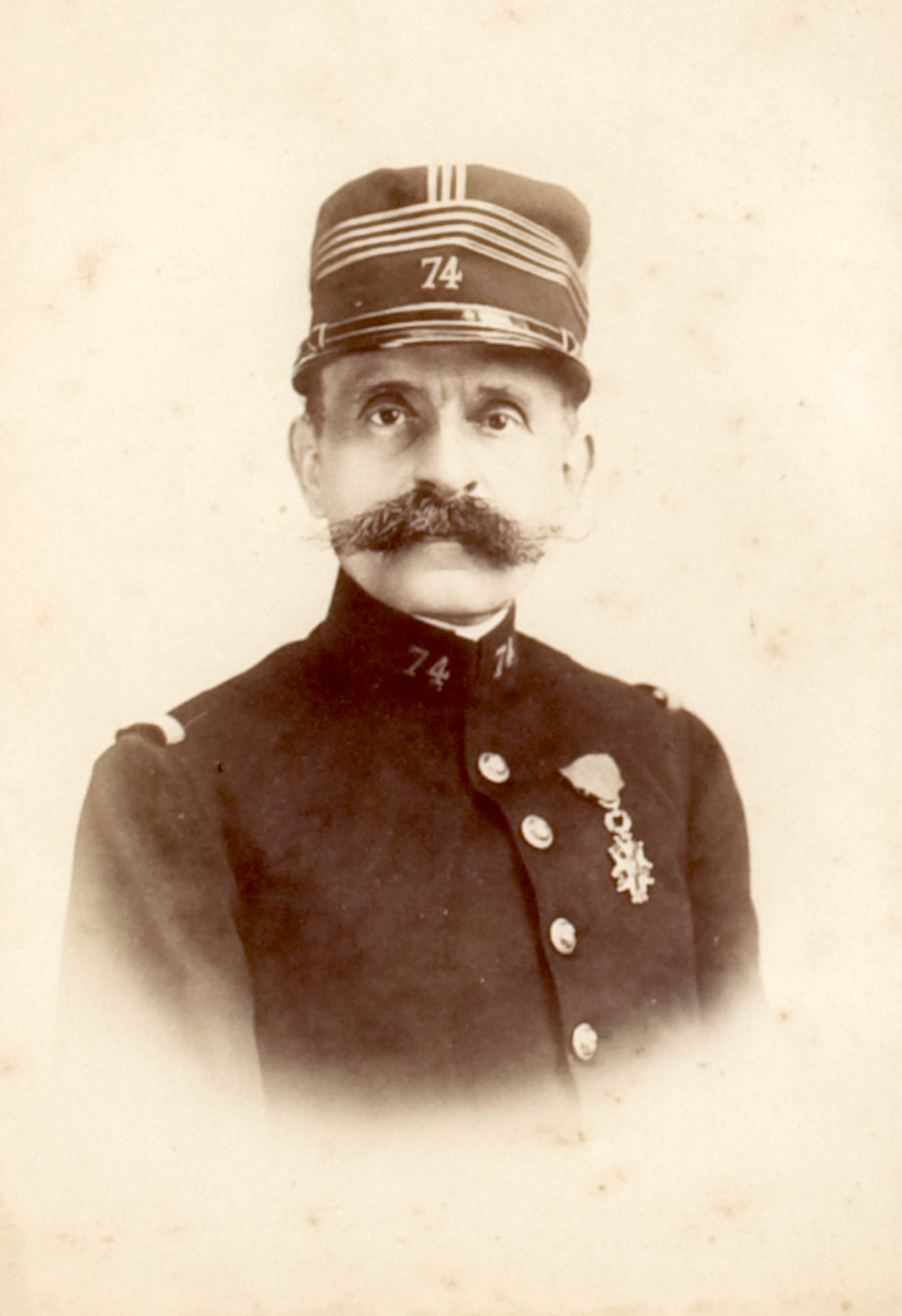
Ferdinand Walsin-Esterházy (um 1895)

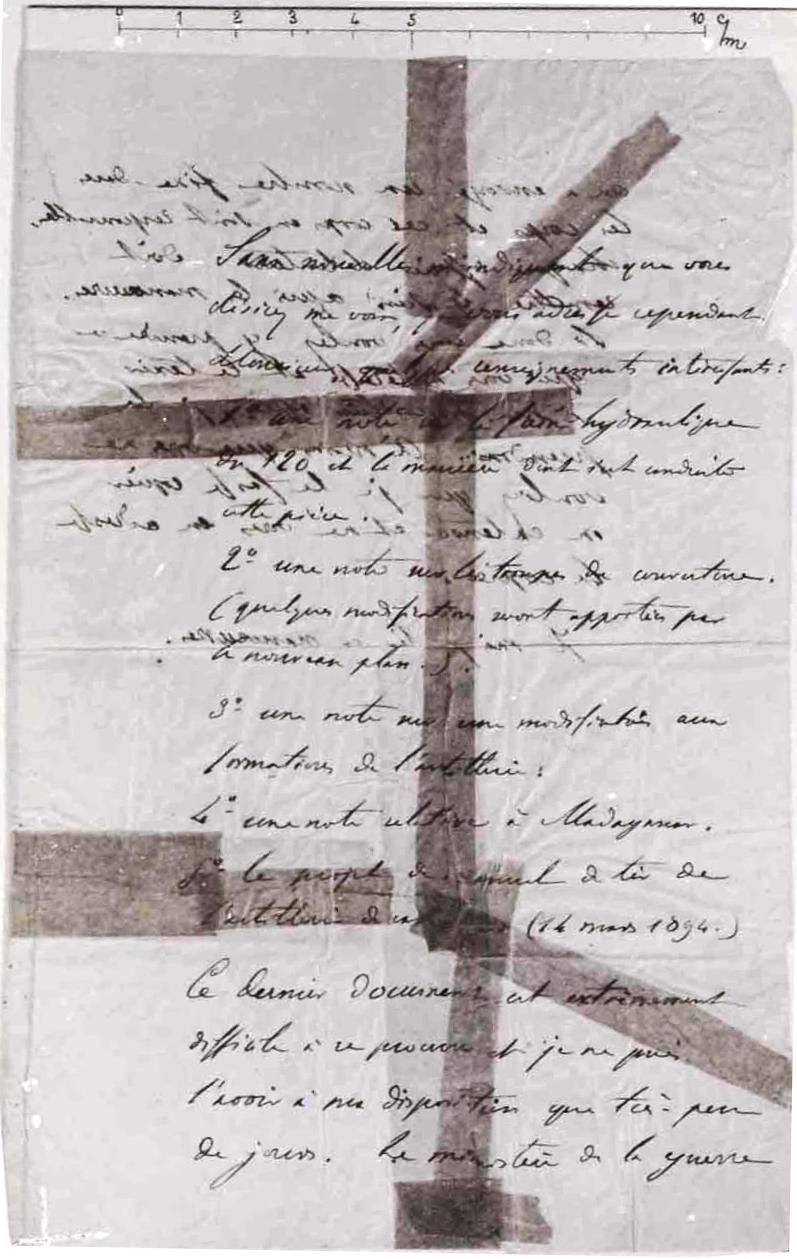
Vorderseite des zerrissenen und wieder zusammengeklebten Bordereau, mit dem Walsin-Esterházy den Deutschen geheime Informationen anbot

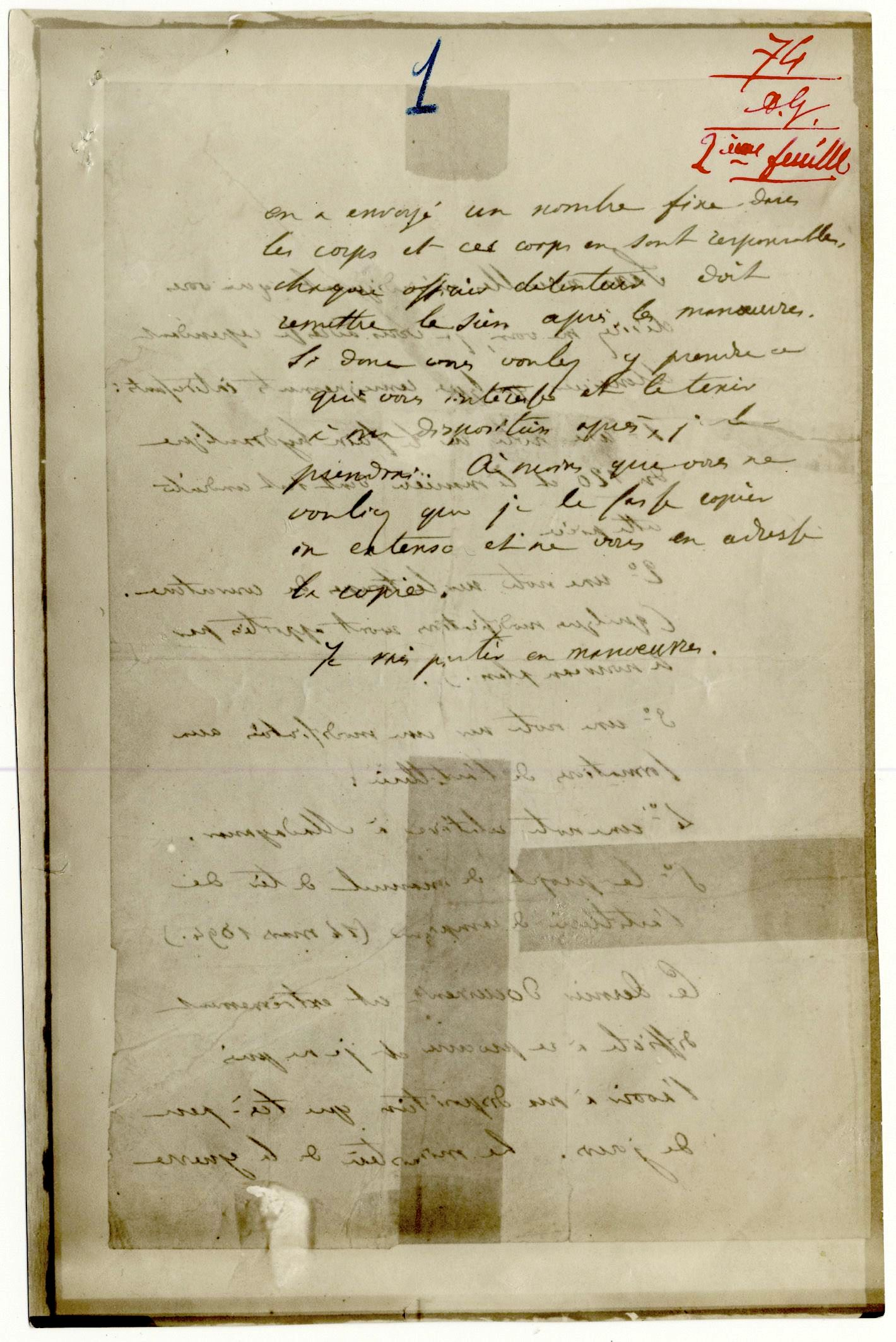
Rückseite

Marie Charles Ferdinand Walsin-Esterházy (* 16. Dezember 1847 in Paris; † 21. Mai 1923 in Harpenden, England) war ein französischer Offizier und Spion für Deutschland. Er war der Auslöser der Dreyfus-Affäre: Er übergab gegen Bezahlung militärische Geheimdokumente an den deutschen Militärattaché in Paris Maximilian von Schwartzkoppen. Diesen Verrat hatte die Justiz ursprünglich Alfred Dreyfus zugeschrieben und ihn dafür verurteilt.

## Leben
Walsin-Esterházy war der Sohn des Generals und Divisionskommandanten im Krimkrieg Louis Joseph Ferdinand Walsin-Esterházy (1807–1857) und dessen Ehefrau Marie Thérèse Zélie Dequeux de Beauval. Entfernt war er mit der ungarischen Magnatenfamilie Esterházy verwandt: Sein Großvater Jean Marie Auguste Walsin-Esterházy (1767–1840), geboren in Valleraugue im Département Gard, war der uneheliche Sohn von Gräfin Marie Anne Esterházy de Galántha (1742–1823) und von Marquis Jean André César de Ginestous (1725–1810). Der französische Arzt Dr. Walsin, Leibarzt der Esterházys, adoptierte Jean Marie, als seine Eltern verstorben waren.
Ferdinand Walsin-Esterházy wuchs in Frankreich auf und war Schüler des Lycée Bonaparte (heute Lycée Condorcet). Nach der Schule trat er in die Legion von Antibes ein, eine 1866 gegründete Freiwilligenlegion der päpstlichen Streitkräfte, die den Kirchenstaat beschützen sollte. Als der Zweck der Legion 1870 nach italienischer Annexion des Kirchenstaats obsolet geworden war, nahm er auf französischer Seite am Deutsch-Französischen Krieg teil. Nach diesem Krieg war er 1874 im Range eines Capitaine als Ordonnanzoffizier des Generals François Grenier tätig. 1877 wurde er dem Deuxième Bureau, der Geheimdienstabteilung der Armee, zugeteilt. 1894 begann er, für das Deutsche Kaiserreich zu spionieren, vermutlich überwiegend aus finanziellen Motiven.
Nachdem im November 1897 Mathieu Dreyfus, der Bruder des zu Unrecht verurteilten Alfred Dreyfus, an den Kriegsminister geschrieben und Walsin-Esterházy als Autor des Bordereau mit dem Spionageangebot an den deutschen Botschafter bezeichnet hatte, verlangte Walsin-Esterházy selbst einen Militärprozess gegen sich. Er wurde in diesem Prozess trotz schwerwiegender Vorwürfe am 11. Januar 1898 in einem Geheimverfahren freigesprochen. 
Émile Zola veröffentlichte zwei Tage später sein berühmtes J’accuse. Er wurde am 23. Februar 1898 wegen Beleidigung der Armee verurteilt und aus der Ehrenlegion ausgestoßen. 
Ferdinand Walsin-Esterházy gab im Juli 1899 in der Zeitung Le Matin zu, das besagte Bordereau geschrieben zu haben. Er behauptete aber, dies sei auf Anweisung seiner Vorgesetzten geschehen. 
Noch im gleichen Jahr unehrenhaft aus der französischen Armee entlassen, floh er nach London und lebte dort bis zu seinem Tod am 21. Mai 1923. Über lange Jahre verarmt, klagte er, dass Juden seine Existenz zerstört hätten und die Armee ihn verraten hätte. Die Forchtensteiner Linie der Familie Esterházy zahlte ihm später mindestens 50.000 Francs, damit er sich nicht mehr Esterházy, sondern Jean de Voilemont nannte. Eine kleine Erbschaft sicherte ihm schließlich ein Auskommen, bis er unter verschiedenen Pseudonymen als Journalist Arbeit fand. Er behauptete noch kurz vor seinem Tod, er habe den Bordereau im Auftrag von Jean Sandherr, dem damaligen Leiter des Nachrichtendienstes, verfasst.
Walsin-Esterházy war seit dem 6. Februar 1886 mit Anne-Marie de Nettancourt-Vaubécourt (1864–1944) verheiratet. Sie hatten zwei Töchter – Claire Marie Évérilda Walsin-Esterházy (1887–1965), Schauspielerin, bekannt unter dem Namen Hilda Robesca, und Marie-Alice Armande Valentine Walsin-Esterházy (1889–1976), Klavierlehrerin.